# Leo Abrahams
Leo Matthew Abrahams (nacido en 1977 en Londres) es un compositor y productor. Ha colaborado con multitud de músicos profesionales, incluyendo a Brian Eno, Imogen Heap, Jarvis Cocker, Carl Barât, y Paul Simon.
Estudiando en la Royal Academy of Music en Inglaterra, empezó su carrera musical como guitarrista con Imogen Heap.
Su carrera empezó en 2005, y desde entonces ha lanzado cinco álbumes en solitario, sin situarse en un estilo concreto, que incluye guitarras y diversas texturas. También ha coescrito varias bandas sonoras de películas como The Lovely Bones y Hunger de Steve McQueen.

## Biografía
Sus padres le regalaron una guitarra a los 7 años. Como adolescente tocó la guitarra en varias bandas, y también escribió música clásica. Después del instituto, Abrahams asistió a la prestigiosa Royal Academy of Music con el objetivo de convertirse en un compositor de música clásica. Allí estudió con Steve Martland y Nick Ingman, aunque sólo para desilusionarse .

## Colaboraciones musicales
Mientras estudiaba, Abrahams recibió una llamada de Mickey Modern, un mánager al que había enviado una maqueta de su trabajo unos años antes. Modern ensayaba buscando a un guitarrista para que tocara con el cantante Imogen Heap . Heap le invitó a que fuera con él de gira, obligando a Leo a que dejara la Universidad para irse de tour por Inglaterra durante varios meses .
Imogen Heap presentó a Abrahams al artista popular alternativo Ed Harcourt quien acordó con Abrahams en que trabajaría con él de guitarrista. Abrahams tocó la guitarra solista y anotó las partes instrumentales en el álbum de 2001 Here Be Monsters , así como álbumes posteriores de Harcourt .
Unos años después, Abrahams tuvo un encuentro fortuito con el productor y pionero en la música ambiente Brian Eno en una tienda de guitarras de Notting Hill . Eno dijo: “Le vi probar una guitarra, el único que he visto en una tienda de guitarras que no estuviera tocando Stairway to Heaven así que pensé que debe ser bueno". Eno invitó a Abrahams a su estudio, y Abrahams contribuyó con su guitarra para el álbum de Eno, 'Drawn From Life, lanzado en 2001. Abrahams continuó realizando contribuciones instrumentales a un número de músicos con Eno como productor, incluyendo Grace Jones, Sean Kuti, Nick Cave, y el álbum de 2006 de Paul Simon Surprise.
Como guitarrista, ha tocado en más de 100 discos de músicos tales como Florence and the Machine, Annie Lennox, Marianne Faithfull y Badly Drawn Boy. Con David Holmes aportó varios instrumentos y coescribió varias canciones en el disco The Holy Pictures de Holmes.
Ha tocado la guitarra para Pulp en sus fechas de reunión de 2011–2012, aunque oficialmente no es miembro de la banda.

### Como productor
Abrahams ha escrito y producido para una gran variedad de músicos . Ayudó con la producción a David Byrne y en el álbum de Brian Eno titulado Everything That Happens Will Happen Today, coescribiendo el sencillo Strange Overtones.  En sus créditos de producción se incluye Wild Beasts, Paolo Nutini, Frightened Rabbit, Oscar and the Wolf, Hotei, Karl Hyde, Diagrams, Josephine, Carl Barât (de The Libertines), Chris Difford (de Squeeze), Brett Anderson (de Suede), Iarla O'Lionaird, Sparrow and the Workshop y Kill It Kid. Se encargó de las secciones de los instrumentos de cuerda para el álbum de Starsailor, Silence is Easy, dirigiendo a la orquesta de los estudios Abbey Road Studios.
Ha coescrito y dirigido una gran variedad de bandas sonoras, incluida The Lovely Bones” de Peter Jackson en 2009 con Brian Eno, Hunger de Steve McQueen (que fue galardonado).
Abrahams se unió a Jon Hopkins y a Brian Eno para crear el álbum Small Craft on a Milk Sea en 2010 . El álbum se basa en gran medida en un período de dos semanas de la improvisación conjunta, así como a "varios años de atascos de los tres". El álbum se describió oficialmente como "un álbum de Brian Eno con invitaciones de Leo Abrahams y Jon Hopkins."

## Álbumes en solitario
Leo creó su primer disco en solitario en 2005 llamado Honeytrap . Publicado por Just Music, se basa principalmente en sonidos ambientales generados exclusivamente por guitarras, rechazando efectos de teclado, muestreo o efectos informáticos . La BBC se refirió al álbum como: "sutil , imaginativo y a veces intoxicadamente encantador”.
Scene Memory (2006) su segundo álbum en solitario, también tenía un estilo ambiental, con sonidos creados por guitarras eléctricas con efectos hechos por ordenador . Un periodista de Boomkat señaló: "Abrahams combina el piano, la guitarra y la electrónica hasta un efecto magnífico, al escuchar el álbum parece que estás dentro de un sueño” . Sea of Tranquility hizo una crítica del álbum diciendo “Leo respeta un determinado nivel de restricción. Este trabajo es considerado, aventurero y el resultado es de un alto grado de integridad artística”.
Su tercer álbum The unrest cure de 2007 se creó al principio con sesiones hechas con David Holmes (que se encargaba de la parte rítmica) en Nueva York. Brian Eno, KT Turnstall, Ed Harcourt, Foy Vance, Pati Yang, Merz, Phoebe Legere, Kari Kleiv y el poeta Bingo Gazingo han contribuido a la realización de este álbum . Tiene líneas de guitarras más fuertes que en los dos álbumes anteriores .
En su álbum siguiente Grape and the Grain en 2008 continuó usando temas del Folk Inglés , con piezas de guitarra e instrumentos como el chelo y la zanfona, que aprendió a tocar exclusivamente para el álbum .
Publicó dos álbumes posteriores con el sello discográfico Just Music Label, y también publicó la base vocal para One Little Indian en 2011.
Abrahams ha tocado en shows por toda Europa, Rusia y los Estados Unidos .

## Discografía

### Álbumes en solitario
- Honeytrap (2005)
- Scene Memory (2006)
- EP1 (2006)
- Searching 1906 (2006)
- The Unrest Cure (2007)
- The Grape & The Grain (2008)
- December Songs (2009)

### Colaboraciones
Álbumes
- 2000: Last of England de Sexgang Children – compositor, productor, instrumentos
- 2001: Here Be Monsters de Ed Harcourt – guitarra
- 2003: From Every Sphere de Ed Harcourt – guitarra/teclado
- 2003: Silence is Easy de Starsailor (#2 UK) – arreglos de cuerda
- 2005: How the Mighty Fall de Mark Owen (#78 UK) – coescritor
- 2005: Elephant's Graveyard de Ed Harcourt – instrumentos de viento y cuerda
- 2006: Madman in the Basket de Andi Sexgang – producción, guitarras
- 2007: Inventing New Destruction de Andi Sexgang – guitarra
- 2008: Everything That Happens Will Happen Today con David Byrne / Brian Eno (#1 CMJ) – producción, varios instrumentos
- 2008: The Redcastle Sessions con Cara Dillon – coproducción, guitarras, Piano, Percusión
- 2009: Slow Attackde Brett Anderson – coescritor, productor
- 2009: Come To Life de Natalie Imbruglia – producción adicional, guitarra
- 2009: Frozen Heart de Smoke Fairies – producción, teclados
- 2009: Portraits of the Artists de Foy Vance – productor, coescritor, guitarra, piano
- 2010: Ghosts de Smoke Fairies – productor
- 2010: Small Craft on a Milk Sea con Brian Eno y Jon Hopkins – coescritor, coproductor, guitarra
- 2010: Carl Barât de Carl Barât – coescritor, técnico, guitarrista, pianista, bajista
- 2011: Death Fires de Carl Barât – productor, coescritor, guitarrista
- 2011: Black Rainbow de Brett Anderson – coescritor, productor, guitarrista
- 2011: John Martyn Tribute de Paolo Nutini – productor, guitarrista, pianista
- 2011: Cashmere If You Can de Chris Difford – productor, coescritor, guitarrista, pianista
- 2011: Spitting Daggers de Sparrow and The Workshop – productor
- 2011: Foxlight de Iarla O'Lionaird – productor
- 2011: From Africa With Fury de Seun Kuti – productor
- 2011: Outside de Aisha Orazbayeva – productor/editor
- 2012: State Hospital de Frightened Rabbit – productor
- 2012: Portrait de Josephine Oniyama –  coescritor, productor, instrumentista
- 2013: Pedestrian Verse de Frightened Rabbit – productor
- 2013: Edgeland de Karl Hyde – productor, coescritor
- 2013: EP de Olivia Chaney – productor
- 2014: Entity de Oscar and the Wolf – producción adicional y mezcla
- 2014: The Hand Gallery de Aisha Orazbayeva – ingeniero
- 2014: Present Tense de Wild Beasts – coproductor
- 2014: Caustic Love de Paolo Nutini – coescritor, coproductor, guitarrista, pianista
- 2014: Lurrean etzanda de Ruper Ordorika – guitarrista, teclista.

Singles
- 2005: When Can I See You de Kari Kleiv – productor, guitarrista
- 2006: Don't Dream It's Over de Teddy Thompson – producctor, guitarrista
- 2008: Strange Overtones con David Byrne / Brian Eno – coescritor, coproductor, guitarrista, bajista
- 2008: Living With Ghosts con Smoke Fairies – productor, percusión
- 2008: I Heard Wonders! de David Holmes – coescritor, instrumentos
- 2009: Scars' del álbum Come to Life de Natalie Imbruglia – coproductor
- 2009: Girl With One Eye de Florence and The Machine – productor, coescritor, guitarrista
- 2011: The Needle and The Damage Done de Sam Amidon – productor, guitarrista
- 2012: A Freak A de Josephine Oniyama – productor, coescritor, guitarrista
- 2013: The Last Minute de Josephine Oniyama –  coescritor, productor, instrumentos
- 2013: Cut Clouds de Karl Hyde 'Edgelands' – coescritor, coproductor
- 2014: Wanderlust de Wild Beasts 'Present Tense' – coproductor
- 2014: A Simple Beautiful Truth de Wild Beasts 'Present Tense' – coproductor
- 2014: Mecca de Wild Beasts 'Present Tense'
- 2014: Strange Entity de Oscar & The Wolf – productor

Álbumes de estudio
- 2001: Opalescent de Jon Hopkins
- 2001: Drawn From Life de Brian Eno y Peter Schwalm
- 2001: To Be Frank de Nik Kershaw
- 2001: Tékitoi de Rachid Taha – bajo
- 2003: Pleasure de Pleasure
- 2004: Contact Note de Jon Hopkins
- 2004: Strangers de Ed Harcourt – guitarra principal
- 2004: Rollerskating de Bertine Zetlitz
- 2005: Silent Treatment de Pati Yang
- 2005: Another Day on Earth de Brian Eno
- 2005: Speak for Yourself de Imogen Heap (#1 Heatseekers)
- 2006: Surprise de Paul Simon (#4 UK) – fretless bass
- 2006: The Beautiful Lie de Ed Harcourt
- 2006: Rogue's Gallery: Pirate Ballads, Sea Songs, and Chanteys
- 2007: Book of Lightning de The Waterboys – guitarra principal
- 2008: The Silence of Love de Headless Heroes – varios instrumentos
- 2009: Ellipse de Imogen Heap
- 2009: Do You Want the Truth or Something Beautiful? de Paloma Faith (#41 UK)
- 2010: Bionic de Christina Aguilera (#1 UK, n.º 3 Billboard 200) – guitarra principal

## Singles
- 2003: Deepest Blue del álbum Ministry of Sound (#7 UK, n.º 1 Club Chart)
- 2004: Crazy Love del álbum Before the Poison de Marianne Faithfull
- 2009: Girl with One Eye del álbum Lungs de Florence and the Machine (#1 UK, n.º 1 US Heatseekers)

### Bandas sonoras
Compositor
- 2007: Searching 1906 – escritor
- 2009: Five Minutes of Heaven – coescritor con David Holmes
- 2009: Hunger – coescritor com David Holmes
- 2009: The Lovely Bones – coescritor con Brian Eno, guitarra
- 2010: Yohan: The Child Wanderer – orquesta
- 2011: After Happily Ever After - compositor
- 2012: Gardens of Paradise – compositor
- 2012: The Graduates/Los Graduados – compositor
- 2013: The Outer Edges (Edgeland) – compositor

Instrumentista
- 2003: Código 46 – guitarra
- 2003: Stander – guitarra
- 2004: Ocean's Twelve – guitarra
- 2005: The Jacket – guitarra
- 2005: The War Within – guitarra
- 2007: Ocean's Thirteen
- 2009: State of Play
- 2009: The Scouting Book for Boys – guitarra
- 2009: Everybody's Fine
- 2010: Green Zone
- 2010: Huge
- 2010: The First Grader
- 2012: Whole Lotta Sole – guitarra